# André Neury
André Neury (3 september 1921 - 9 mei 2001) was een Zwitsers voetballer die speelde als verdediger.

## Carrière
Neury speelde tot 1939 voor La Chaux-de-Fonds daarna voor Young Fellows Zürich en Servette Genève. Om dan terug te keren naar La Chaux-de-Fonds waar hij bleef spelen tot in 1947. Hij sloot zijn carrière na acht seizoenen af bij FC Locarno.
Hij speelde 29 interlands voor Zwitserland waarin hij niet kon scoren. Hij nam deel aan het WK voetbal 1950 en aan het WK voetbal 1954.